# نیک پین
نیک پین (انگلیسی: Nick Payne؛ زادهٔ ۱۹۸۴) نمایشنامه‌نویس و فیلم‌نامه‌نویس اهل بریتانیا است. 
در سال ۲۰۰۸، پین در کتابفروشی تئاتر ملی مشغول به کار شد. نخستین نمایشنامه او، «اگر هم هست من هنوز پیداش نکردم»، در اکتبر ۲۰۰۹ در تئاتر بوش به روی صحنه رفت و با واکنش مثبت منتقدان ایونینگ استاندارد و فایننشال تایمز مواجه شد. این نمایشنامه برنده «جایزۀ جورج دیواین» شد. در سپتامبر ۲۰۱۲، این نمایشنامه در تئاتر لورا پلز نیویورک با بازی جیک جیلنهال به روی صحنه رفت.
از فیلم‌هایی که وی در آن‌ها نقش داشته است، می‌توان به ما در زمان زندگی می‌کنیم اشاره نمود.